# RAF-977
Il RAF-977 era un furgone mansardato sovietico prodotto dalla Rīgas Autobusu Fabrika (RAF) sulla base di componenti del GAZ-21 Volga. Fu introdotto nel 1958 e venne prodotto in due stili principali: un minibus da 10 posti e un'ambulanza. Nel 1961 fu messa in produzione una versione aggiornata chiamata RAF-977D, questo aveva un parabrezza in un unico pezzo, invece della divisione, e il volante Volga tra le altre modifiche ai dettagli. Le varianti includevano l'ambulanza 977I e uno speciale modello Intourist, che aveva sedili, luci sul tetto e tettuccio apribile migliori.
Il RAF-983, basato sul 977, era un veicolo dei vigili del fuoco.
Il RAF-978 accorciato, alimentato dal motore Moskvič 407 da 45 CV (34 kW; 46 PS) 1.360 cc (83 cu in), non fu un successo, in parte perché il motore mancava di coppia e la qualità di guida ne risentì a causa del motore accorciato interasse.
Nel 1969 fu sostituito dal RAF-977DM migliorato. Questo aveva una portiera del passeggero più ampia e meno finestrini laterali ma più lunghi (tre sul lato del conducente e due sul lato del passeggero, anziché cinque e tre prima). L'ambulanza ora aveva lo stesso numero di finestrini, anziché meno; ora era il RAF-977IM e la variante turistica era il RAF-977EM.
Fu sviluppato anche un furgone cargo da una tonnellata, il RAF-977K, ma a causa dell'insufficiente capacità di assemblaggio (solo 3000 unità all'anno) presso lo stabilimento RAF (che utilizzava ancora carrelli, anziché una moderna catena di montaggio), la sua produzione iniziò nello stabilimento ErAZ a Erevan, Armenia, il 1 maggio 1966 come ErAZ-762. Questo è stato soprannominato Yeraz (armeno per "sogno"). Nel 1973, la produzione di ErAZ raggiunse le 6.500 unità all'anno; con l'innovazione del trasporto aereo, la capacità è quasi raddoppiata, arrivando a 12.000 all'anno. Il 977 è stato prodotto anche su licenza da Lugansk Avto Remontnyi Zavod (LARZ).
Nel 1969 apparve anche un ErAZ-762A migliorato.
La produzione del RAF-977 cessò nel 1975, quando fu sostituito dal RAF-2203 "Latvia".
Il RAF-977 non è mai stato promosso per l'esportazione né reso disponibile se non a gruppi statali.